# Semitjov – Drömmen om en bättre värld
Semitjov – Drömmen om en bättre värld är en svensk dokumentärfilm som hade biopremiär i Sverige den 11 april 2025, och som är regisserad av Micke Engström.

## Handling
Filmen handlar om tecknaren och författaren Eugen Semitjov och hans fascinerande bakgrund. Filmen utspelar sig i två parallella tidslinjer: i framtiden får tittarna ta del av en storslagen rymdvision skapad av Eugen, och i dåtiden, där hans far, Vladimir, kämpar för att överleva som flykting i ett främmande land.

## Medverkande (i urval)
- Eugen Semitjov
- Stina Ekblad
- Andreas Franzén
- Shebly Niavarani
- Per Ragnar
- Tomas Laustiola